# 굉천용호투
《굉천용호투》(광둥어: 轟天龍虎會, 영어: China White)는 1989년 개봉한 홍콩의 범죄 액션 영화이다. 유덕화, 만재량이 주연했고, 위런타이 감독이 연출했다.

## 줄거리
암스테르담 차이나타운을 배경으로, 거대한 삼합회 조직을 이끄는 청치와 그의 부하 로스트 치킨, 타이 란 초이의 이야기가 펼쳐진다. 암스테르담에서 공연 중이던 가수 잉 홍이 납치당하지만 청치 일당에게 구출되면서, 이 사건은 폭력적인 싸움으로 이어진다. 소요가 잠잠해진 후, 청치와 잉 홍은 결혼하지만 잉 홍을 짝사랑하던 로스트 치킨은 실망한다. 그러던 중, 경쟁 조직이 공격을 감행하고, 로스트 치킨과 타이 란 초이는 청치가 도망칠 수 있도록 엄호하다가 사망한다. 운전사였던 찬 치우 역시 불구의 몸이 된다. 그러나 잉 홍은 타이 란 초이의 아들들인 바비와 대니를 안전하게 보호한다. 청치는 바비와 대니를 구출하여 양육하며 10년이 넘는 세월이 흐른다.
세월이 흘러 청치는 차이나타운에서 다시 권력을 잡고, 경쟁 조직들과 화해하여 평화 조약을 맺는다. 모두가 청치를 대부로 추대하고, 차이나타운에 평화를 가져온 그를 '청 아저씨'라 부른다. 하지만 새로운 마피아 보스 스칼리아는 차이나타운에 개입하려 하고, 터키 마약상과 손을 잡고 청치의 옛 라이벌인 중국계 베트남인 판 타이 퉁과 공모하여 청치를 암살하려 한다. 바비와 대니는 이 위기에서 탈출하지만, 또 다시 큰 유혈 사태가 벌어질 것을 예감한다.

## 출연진
- 유덕화
- 만재량